# D'un lieu lointain nommé Soltrois
 (octobre 2024).
D'un lieu lointain nommé Soltrois est un roman de science-fiction de Gilles Thomas (pseudonyme de Julia Verlanger) paru en 1979. Il a fait l'objet d'une adaptation en bande dessinée.